# Kornatowo (stacja kolejowa)
Kornatowo – stacja kolejowa w Kornatowie, w gminie Lisewo, w powiecie chełmińskim, w województwie kujawsko-pomorskim.

## Ruch pasażerski
| Rok  | Wymiana pasażerska na dobę |
| ---- | -------------------------- |
| 2017 | 100-149                    |
| 2022 | 50-99                      |

Linia kolejowa z Torunia do Grudziądza została oddana do użytku w 1882 r. W 1883 r., po wybudowaniu linii kolejowej do Chełmna, Kornatowo stało się stacją węzłową. W 2000 r. - 8 lat po zawieszeniu ruchu towarowego i 9 lat po przejeździe ostatniego pociągu osobowego - linia do Chełmna została rozebana.

## Linki zewnętrzne

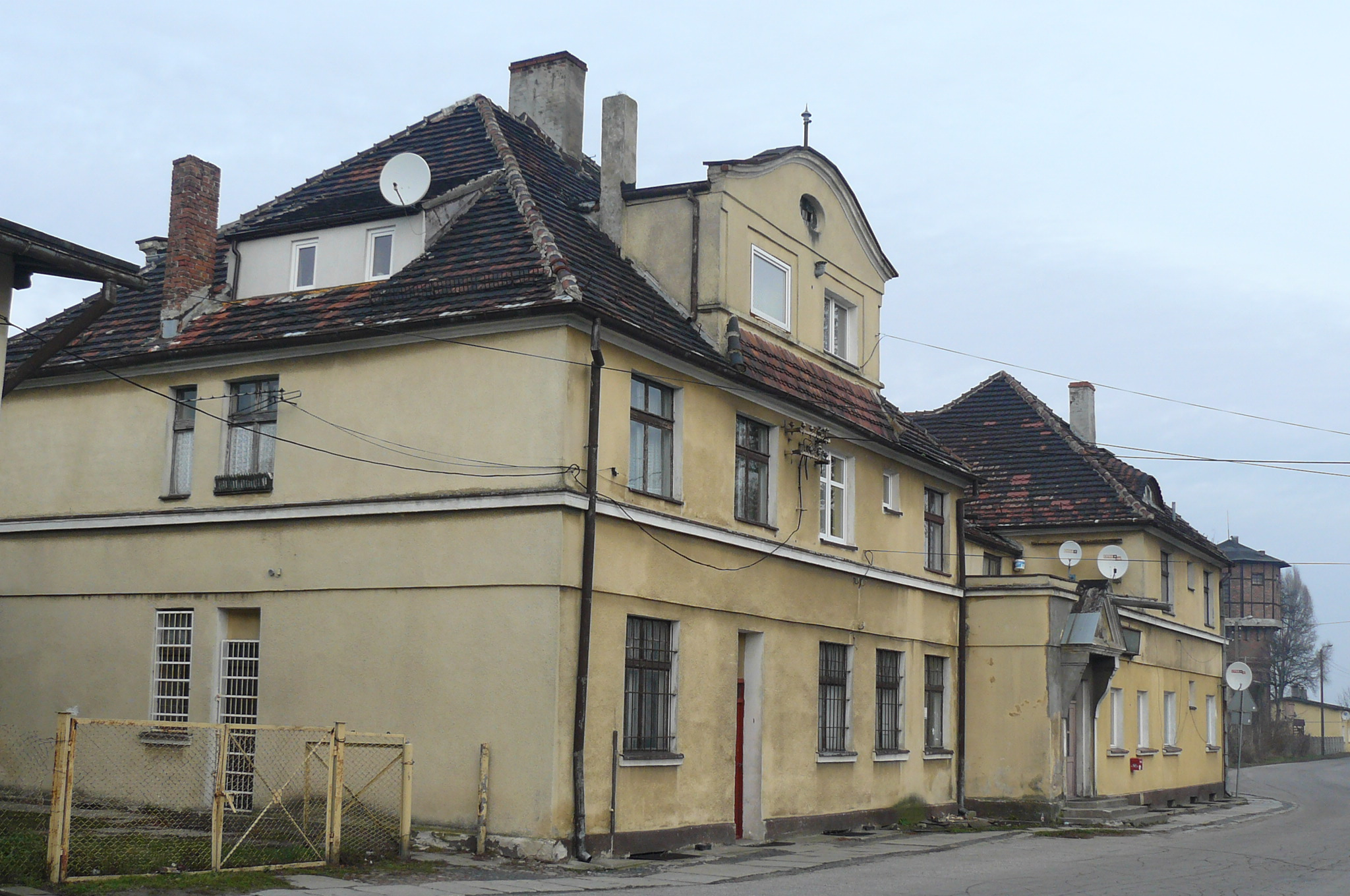
Widok od strony wsi